# Cinematografia slovenă
Cinematografia slovenă are o istorie îndelungată, ea a luat naștere la sfârșitul secolului al XIX-lea, când este produs primul film în Slovenia, Razgled po Ljubljani, filmat în toamna anului 1898 la Ljubljana. 
Slovenia și-a declarat independența față de Iugoslavia la 25 iunie 1991. Filmele în limba slovenă produse în Iugoslavia înainte de această dată sunt listate mai jos împreună cu cele din perioada independenței. Titlurile originale, titlurile internaționale (sau cele folosite la festivaluri sau premii cinematografice) și premiera corespund intrărilor oficiale din baza de date a filmelor slovene care uneori diferă de intrările din alte baze de date de filme (cum ar fi IMDb).

## Istorie
Scurtmetrajul documentar Razgled po Ljubljani (cu sensul de Vedere din Ljubljana; alte denumiri Razgled Ljubljane, Panorama Ljubljane sau Razgled po Ljubljani) este considerat primul film înregistrat pe teritoriul actualei Slovenii. A fost filmat probabil de angajați ai fraților Lumière, cu toate că regizorul Srđan Kneževič consideră că este realizat de Johann Bläser. Scurtmetrajul a fost filmat probabil la Castelul Ljubljana sau din alt punct înalt din oraș în toamna anului 1898, perioadă în care la Ljubljana au sosit numeroși vizitatori din cauza cutremurului din Ljubljana. Filmul avea o durată de aproximativ 2 minute și a fost prezentat de omul de afaceri Johann Bläser în Parcul Tivoli (Strada Latterman), între 7 și 14 mai 1899. Filmul este considerat astăzi pierdut. Cele mai vechi înregistrări video păstrate cu Ljubljana, capitala Sloveniei, apar în cele 7 minute ale scurtmetrajului documentar Ljubljana 1909. În film sunt prezentate câteva străzi, tramvaiul din Ljubljana și o sărbătoare; și a fost realizat de Compania Salvatore Spina din Trieste.
Filmul mut alb-negru V kraljestvu Zlatoroga din 1931 este considerat primul lungmetraj slovac. În 1948 a apărut primul film sloven complet cu sunet, lungmetrajul Na svoji zemlji (Pe pământul lor), în regia lui France Štiglic, bazat pe un roman al scriitorului Ciril Kosmač.
Kekec din 1951 este primul film în limba slovenă pentru copii (după o povestire a scriitorului sloven Josip Vandot) și primul film sloven care a câștigat un premiu internațional, Leul de Aur în 1952 la cel de-al 13-lea Festival Internațional de Film de la Veneția la categoria film pentru copii cu vârste între 11 și 14 ani.
În 1963 a apărut primul film color sloven, Srečno, Kekec!, regizat de Jože Gale.

## Listă de filme slovene
Aceasta este o listă de filme notabile produse în Slovenia sau în țările predecesoare pe teritoriul său.

### Înainte de anii 1970
| 1898 |                                  |                                                                                              |                                                   | |
| Razgled po Ljubljani (Vedere din Ljubljana; alte denumiri Razgled Ljubljane, Panorama Ljubljane sau Razgled po Ljubljani)                | angajați ai fraților Lumière     |                                                                                              | scurt/documentar                                  | Considerat primul film înregistrat pe teritoriul actualei Slovenii. Filmat probabil de angajați ai fraților Lumière, dar regizorul Srđan Kneževič consideră că este realizat de Johann Bläser. 2 minute, alb-negru. Este considerat film pierdut. |
| 1905 |                                  |                                                                                              |                                                   | |
| Sejem v Ljutomeru (Fair At Ljutomer) Odhod z maše v Ljutomeru ("Dismissal from Mass in Ljutomer") Na domačem vrtu (In the Family Garden) | Karol Grossmann                  |                                                                                              | scurt/documentar                                  | Considerat printre primele exemple de filme slovene |
| 1909 |                                  |                                                                                              |                                                   | |
| Ljubljana 1909 | Salvatore Spina Company, Trieste |                                                                                              | documentar/reportaj                               | Titlu original: Ljubljana . Cele mai vechi înregistrări video păstrate cu Ljubljana, capitala Sloveniei. La a 25-a aniversare a corului muncitorilor Slavec din Ljubljana. 1909, 35mm - alb-negru, 166 m, 7', film mut. |
| 1931 |                                  |                                                                                              |                                                   | |
| V kraljestvu Zlatoroga (In the Kingdom of the Goldhorn)                                                                                  | Janko Ravnik                     | Joža Čop, Miha Potočnik, Franica Sodja, Herbert Drofenik                                     | cu actori / documentar despre o excursie la munte | Primul lungmetraj slovac |
| 1932 |                                  |                                                                                              |                                                   | |
| Triglavske strmine (The Slopes of Mount Triglav)                                                                                         | Ferdo Delak                      | Milka Badjura, Anton Danilo Cerar, Pavla Marinko, Miha Potočnik, Uroš Zupančič               | cu actori (film de dragoste) / documentar         | |
| 1941 |                                  |                                                                                              |                                                   | |
| O, Vrba | Marijan Foerster                 |                                                                                              | documentar                                        | Un film cheie sloven înainte de război care prezintă casa și satul natal al lui France Prešeren, poetul național slovean. Conține o serie de inovații sonore, precum și înregistrări conservate rare ale vocilor lui Fran Saleški Finžgar, care a prezentat casa, și ale lui Oton Župančič, care a citit poezia "O Vrba“. Datorită perioadei de tăcere culturală, filmul a fost lansat abia pe 26 august 1945. |
| 1946 |                                  |                                                                                              |                                                   | |
| Ljubljana pozdravlja osvoboditelje (Ljubljana Welcomes Liberators)                                                                       | Marijan Foerster                 |                                                                                              | cu actori / documentar                            | Primul film postbelic, lansat pe 17 iulie 1945. La 26 august 1945, a fost relansat cu câteva scene interpretate de actori. |
| 1948 |                                  |                                                                                              |                                                   | |
| Na svoji zemlji (On Our Own Land) | France Štiglic                   | Miro Kopač, Angela Rakar, Stane Sever                                                        | film de război                                    | Primul film sloven complet cu sunet; a fost nominalizat la Palme d'Or la Cannes în 1949. |
| 1951 |                                  |                                                                                              |                                                   | |
| Kekec | Jože Gale                        | Matija Barl, France Presetnik                                                                | aventuri pentru tineret                           | Primul film sloven care a primit un premiu internațional - Leul de Aur la a 16-a ediție a Festivalului de Film de la Veneția |
| 1952 |                                  |                                                                                              |                                                   | |
| Svet na Kajžarju (World at Kajžar) | France Štiglic                   | Miro Kopač                                                                                   | dramatic                                          | |
| 1953 |                                  |                                                                                              |                                                   | |
| Jara gospoda (Parvenus) | Bojan Stupica                    | Bojan Stupica, Stane Sever                                                                   | istoric, dramatic                                 | |
| Vesna | František Čáp                    | Metka Gabrijelčič, Franek Trefalt, Jure Furlan, Janez Čuk, Elvira Kralj                      | romantic, comedie                                 | Are o continuare, Ne čakaj na maj |
| 1954 |                                  |                                                                                              |                                                   | |
| 1955 |                                  |                                                                                              |                                                   | |
| Trenutki odločitve (Moments of Decision)                                                                                                 | František Čáp                    | Stane Sever                                                                                  | război, dramatic                                  | |
| Tri zgodbe (Three Stories) | Jane Kavčič                      |                                                                                              | dramatic                                          | |
| 1956 |                                  |                                                                                              |                                                   | |
| Dolina miru (The Valley of Peace) | France Štiglic                   | Tugo Štiglic, Eveline Wohlfeiler, John Kitzmiller                                            | război, dramatic                                  | Premiul pentru cel mai bun actor (John Kitzmiller) și nominalizare la Palme d'Or la Cannes în 1957 |
| 1957 |                                  |                                                                                              |                                                   | |
| Ne čakaj na maj (Don't Whisper) | František Čáp                    | Metka Gabrijelčič, Franek Trefalt, Elvira Kralj, Stane Sever                                 | romantic, comedie                                 | Continuare a filmului Vesna |
| 1958 |                                  |                                                                                              |                                                   | |
| Dobro morje (The Good Sea) | Mirko Grobler                    | Janez Vrhovec, Stane Potokar                                                                 | dramatic                                          | |
| Kala | Krešimir Golik, Andrej Hieng     | Jure Doležal                                                                                 | război, dramatic / filmde aventuri, de familie    | |
| 1959 |                                  |                                                                                              |                                                   | |
| Dobri stari pianino (The Good Old Piano)                                                                                                 | France Kosmač                    | Frane Milčinski - Ježek, Vida Kuhar                                                          | război, dramatic                                  | |
| Tri četrtine sonca (Three Quarters of the Sun)                                                                                           | Jože Babič                       | Arnold Tovornik, Bert Sotlar, Lojze Potokar                                                  | dramatic                                          | |
| 1960 |                                  |                                                                                              |                                                   | |
| Veselica (The Feast) | Jože Babič                       | Miha Baloh, Velimir Gjurin, Mira Sardoč                                                      | romantic/dramatic                                 | |
| Akcija (Action) | Jane Kavčič                      | Lojze Rozman, Aleksander Valič, Stane Potokar, Janez Albreht, Branko Pleša, Arnold Tovornik  | film de război                                    | |
| 1961 |                                  |                                                                                              |                                                   | |
| Nočni izlet (Night Trip) | Mirko Grobler                    | Primož Rode, Špela Rozin                                                                     | dramatic                                          | |
| Ples v dežju (Dance in the Rain) | Boštjan Hladnik                  | Miha Baloh, Duša Počkaj                                                                      | dramatic                                          | |
| Balada o trobenti in oblaku (The Ballad of the Trumpet and the Cloud)                                                                    | France Štiglic                   | Lojze Potokar                                                                                | film de război, dramatic                          | |
| Družinski dnevnik (Family Diary) | Jože Gale                        |                                                                                              | film de comedie                                   | |
| 1962 |                                  |                                                                                              |                                                   | |
| Minuta za umor (A Minute for Murder) | Jane Kavčič                      | Demeter Bitenc, Vanja Drach, Zlatko Madunič, Duša Počkaj, Lojze Rozman                       | dramatic                                          | |
| Naš avto (Our Car) | František Čáp                    |                                                                                              | film de comedie                                   | |
| Peščeni grad (The Castle of Sand) | Boštjan Hladnik                  | Milena Dravić, Ali Raner, Ljubiša Samardžić                                                  | dramatic                                          | |
| Tistega lepega dne (That Beautiful Day)                                                                                                  | France Štiglic                   | Bert Sotlar, Marija Šeme, Duša Počkaj                                                        | film de comedie                                   | |
| 1963 |                                  |                                                                                              |                                                   | |
| Srečno, Kekec! (Good Luck, Kekec) | Jože Gale                        | Velimir Gjurin, Marin Mele, Ruša Bojc                                                        | aventuri, pentru tineret                          | Primul film color sloven |
| Samorastniki (Wildlings) | Igor Pretnar                     | Rudi Kosmač, Majda Potokar                                                                   | istoric, dramatic                                 | |
| 1964 |                                  |                                                                                              |                                                   | |
| Ne joči, Peter (Don't Cry, Peter) | France Štiglic                   |                                                                                              | film de război/ aventuri, pentru tineret          | |
| 1965 |                                  |                                                                                              |                                                   | |
| Lažnivka (Liar) | Igor Pretnar                     | Majda Potokar, Irena Prosen, Vera Šipov, Angelca Hlebce, Dušan Antonijević, Bata Živojinović | dramatic                                          | |
| Lucija (Lucia) | France Kosmač                    | Alenka Vipotnik                                                                              | dramatic                                          | |
| Po isti poti se ne vračaj (Don't Come Back by the Same Way)                                                                              | Jože Babič                       |                                                                                              | dramatic                                          | |
| 1966 |                                  |                                                                                              |                                                   | |
| Amandus | France Štiglic                   | Boris Kralj                                                                                  | film istoric dramatic                             | |
| 1967 |                                  |                                                                                              |                                                   | |
| Grajski biki (Thugs from the Castle) | Jože Pogačnik                    |                                                                                              | dramatic                                          | |
| Na papirnatih avionih (On Wings of Paper)                                                                                                | Matjaž Klopčič                   |                                                                                              | dramatic                                          | |
| Nevidni bataljon (The Invisible Battalion)                                                                                               | Jane Kavčič                      |                                                                                              | film de război                                    | |
| Zgodba, ki je ni (On the Run) | Matjaž Klopčič                   | Polde Bibič, Mirko Bogataj, Vinko Hrastelj, Milena Dravić                                    | dramatic                                          | |
| 1968 |                                  |                                                                                              |                                                   | |
| Kekčeve ukane (Kekec's Tricks) | Jože Gale                        | Zlatko Krasnič, Boris Ivanovski, Jasna Krofak, Milorad Radovič, Polde Bibič                  | film de aventuri pentru tineret                   | |
| Sončni krik (The Shout of the Sun) | Boštjan Hladnik                  |                                                                                              | film de acțiune/comedie                           | |
| Peta zaseda (The Fifth Ambush) | France Kosmač                    | Tone Gogala, Boris Cavazza                                                                   | film de război                                    | |
| 1969 |                                  |                                                                                              |                                                   | |
| Sedmina (Funeral Feast) | Matjaž Klopčič                   | Rade Šerbedžija, Snežana Nikšić, Milena Dravić, Mirko Bogataj, Relja Bašić, Tone Slodnjak    | film de război                                    | |

### Anii 1970 - anii 2010
| 1970                                                             |                          | |                              | |
| Onkraj (Beyond)                                                  | Jože Gale                | Janez Škof | dramatic                     | |
| Rdeče Klasje (Red Wheat)                                         | Živojin Pavlović         | | dramatic                     | |
| 1971                                                             |                          | |                              | |
| Maškarada (Masquerade)                                           | Boštjan Hladnik          | Vida Jerman, Miha Baloh, Igor Galo | erotic dramatic              | Considerat pornografic și a fost cenzurat foarte mult, prima versiune integrala a fost văzută în 1982                                                                                   |
| Mrtva ladja (Death Ship)                                         | Rajko Ranfl              | Franc Uršič, Polde Bibič | romantic/de groază/mister    | |
| 1972                                                             |                          | |                              | |
| Ko pride lev (The Lion is Coming)                                | Boštjan Hladnik          | Marko Simčič, Milena Dravić, Marina Urbanc | comedie/romantic             | |
| 1973                                                             |                          | |                              | |
| Begunec (The Fugitive)                                           | Jane Kavčič              | | film de războidramatic       | |
| Cvetje v jeseni (Blossoms in Autumn)                             | Matjaž Klopčič           | Polde Bibič, Milena Zupančič | romantic                     | |
| Let mrtve ptice (The Flight of Dead Bird)                        | Živojin Pavlović         | | dramatic                     | |
| Ljubezen na odru (Love on the Furrows)                           | Vojko Duletič            | Metka Franko, Iztok Jereb, Aleksander Valič | romantic/dramatic            | |
| Pastirci (Little Shepherds)                                      | France Štiglic           | Bogo Ropotar, Ksenija Sinur, Miha Levstek, Andrej Čevka | pentru tineret dramatic      | |
| 1974                                                             |                          | |                              | |
| Pomladni veter (Spring Wind)                                     | Rajko Ranfl              | Mirjana Nikolić, Marinko Šebez | romantic                     | |
| Strah (Fear)                                                     | Matjaž Klopčič           | |                              | |
| 1975                                                             |                          | |                              | |
| Čudoviti prah (Wonderful Dust)                                   | Milan Ljubić             | Ljubiša Samardžić, Silvo Božič | film de războidramatic       | |
| Med strahom in dolžnostjo (Between Fear and Duty)                | Vojko Duletič            | Demeter Bitenc, Marjeta Gregorac, Angelca Hlebce | film de războidramatic       | |
| Povest o dobrih ljudeh (The Story of Good People)                | France Štiglic           | Olga Kacjan, Bata Živojinović, Karel Pogorelec, Elvira Kralj | dramatic                     | |
| 1976                                                             |                          | |                              | |
| Idealist                                                         | Igor Pretnar             | Radko Polič, Milena Zupančič | dramatic                     | |
| Vdovstvo Karoline Žašler (The Widowhood of Karolina Žašler)      | Matjaž Klopčič           | Milena Zupančič, Zlatko Šugman, Polde Bibič | dramatic                     | Nominalizare Golden Bear la a 27-a ediţie a Festivalului International de la Berlin. |
| 1977                                                             |                          | |                              | |
| Sreča na vrvici (Hang on, Doggy)                                 | Jane Kavčič              | Matjaž Gruden, Nino de Gleria, Vesna Jevnikar | pentru tineret comedie       | |
| To so gadi (Real Pests)                                          | Jože Bevc                | Bert Sotlar, Dare Valič, Majda Potokar | comedie                      | |
| 1978                                                             |                          | |                              | |
| Ko zorijo jagode (Strawberry Time)                               | Rajko Ranfl              | Irena Kranjc, Roman Goršič, Metod Pevec | pentru tineret romantic      | |
| Praznovanje pomladi (Spring Celebration)                         | France Štiglic           | Zvone Agrež, Zvezdana Mlakar, Radko Polič | istoric, dramatic            | |
| 1979                                                             |                          | |                              | |
| Draga moja Iza (My Dear Iza)                                     | Vojko Duletič            | Zvone Hribar, Judita Zidar | dramatic                     | |
| Iskanja (Temptations)                                            | Matjaž Klopčič           | Boris Cavazza, Boris Juh | dramatic                     | |
| Krč (Spasm)                                                      | Božo Šprajc              | Ivo Ban |                              | |
| Ubij me nežno (Kill Me Tenderly)                                 | Boštjan Hladnik          | Duša Počkaj, Janez Starina, Miranda Caharija, Igor Samobor, Marina Urbanc | dramatic                     | |
| 1980                                                             |                          | |                              | |
| Nasvidenje v naslednji vojni (See You in the Next War)           | Živojin Pavlović         | Metod Pevec, Hans Christian Blech | film de război, dramatic     | |
| Prestop (Transgression)                                          | Matija Milčinski         | Mirko Bogataj | dramatic                     | |
| Splav meduze (The Raft of Medusa)                                | Karpo Godina             | Olga Kacjan, Vladislava Milosavljević, Boris Komnenić | dramatic                     | |
| 1981                                                             |                          | |                              | |
| Boj na požiralniku (Battle at Požiralnik)                        | Janez Drozg              | | dramatic                     | |
| Krizno obdobje (The Time of Crisis)                              | Franci Slak              | Ana Avbar, Roberto Batelli, Peter Božič, Tanja Premk, Joži Prepeluh, Dušanka Ristič | dramatic                     | |
| 1982                                                             |                          | |                              | |
| Deseti brat (The Tenth Brother)                                  | Vojko Duletič            | Matjaž Višnar, Jana Habjan, Radko Polič | istoric, dramatic            | |
| Pustota (Wasteland)                                              | Jože Gale                | | istoric, dramatic            | |
| Razseljena oseba (Displaced Person)                              | Marjan Ciglič            | Matjaž Višnar, Ivo Ban | dramatic                     | |
| Rdeči boogie ali Kaj ti je deklica (Red Boogie)                  | Karpo Godina             | Boris Cavazza, Ivo Ban, Jožef Ropoša | dramatic                     | |
| Učna leta izumitelja Polža (Apprenticeship of the Inventor Polž) | Jane Kavčič              | Miha Petrovčič, Tanja Vrenk, Bogdan Zupan | comedie                      | |
| 1983                                                             |                          | |                              | |
| Dih (A Breath of Air)                                            | Božo Šprajc              | Draga Potočnjak, Ivo Ban, Faruk Begolli | drama/thriller               | |
| Eva                                                              | Franci Slak              | Miranda Caharija | dramatic                     | |
| 1984                                                             |                          | |                              | |
| Dediščina (Heritage)                                             | Matjaž Klopčič           | Ivo Ban, Majda Potokar | dramatic                     | |
| Leta odločitve (The Years of Decision)                           | Boštjan Vrhovec          | Boris Ostan, Boris Cavazza, Damjana Černe | dramatic                     | |
| Ljubezen (Love)                                                  | Rajko Ranfl              | Rok Bogataj, Vesna Jevnikar, Bernarda Gašperčič | film de războidramatic       | |
| Veselo gostivanje (The Merry Wedding)                            | France Štiglic           | Danilo Benedičič, Polde Bibič, Zvezdana Mlakar, Lojze Rozman, Igor Samobor, Bert Sotlar                                                                                                 | romantic                     | |
| 1985                                                             |                          | |                              | |
| Butnskala (Bumpstone)                                            | Franci Slak              | Emil Filipčič, Marko Derganc, Janez Hočevar | comedie                      | |
| Christophoros                                                    | Andrej Mlakar            | Milena Zupančič, Radko Polič, Boris Juh |                              | |
| Doktor (Doctor)                                                  | Vojko Duletič            | Slavko Cerjak | istoric, dramatic            | |
| Naš človek (Our Man)                                             | Jože Pogačnik            | Boris Juh | dramatic                     | |
| Ovni in mamuti (Rams and Mammoths)                               | Filip Robar Dorin        | Božidar Bunjevac, Marko Derganc, Blaž Ogorevc, Slavko Štimac, Zlatko Zajc | dramatic                     | Marele premiu la International Filmfestival Mannheim-Heidelberg |
| 1986                                                             |                          | |                              | |
| Čas brez pravljic (Times Devoid of Fairy Tales)                  | Boštjan Hladnik          | Bernarda Gašperčič, Boris Kerč, Damjan Koren, Boštjan Omerza, Ana Pretnar |                              | |
| Heretik (Heretic)                                                | Andrej Stojan            | |                              | |
| Kormoran (A Cormoran)                                            | Anton Tomašič            | Boris Cavazza | dramatic                     | |
| Poletje v školjki (Ultima vară la Portorož)                      | Tugo Štiglic             | David Sluga, Boris Kralj | pentru tineret               | Golden Griffon la Giffoni Film Festival, urmat de Poletje v školjki 2 |
| 1987                                                             |                          | |                              | |
| Čisto pravi gusar (A Real Pirate)                                | Marcel Buh               | Janez Albreht, Ivo Ban, Rok Bogataj | pentru tineret adventure     | |
| Hudodelci (The Felons)                                           | Franci Slak              | Mario Šelih, Anja Rupel, Bata Živojinović, Rade Šerbedžija, Elizabeth Spender | dramatic                     | Proiectat la a 38-a ediţie a Festivalului International de la Berlin |
| Ljubezen nam je vsem v pogubo (Love is the Ruin of Us All)       | Jože Gale                | Jožica Avbelj, Marija Benko, Boris Cavazza, Silva Čušin, Slavka Glavina, Silvij Kobal                                                                                                   |                              | Refăcut ca o miniserie TV omonimă |
| Ljubezni Blanke Kolak (Blanka Kolak's Love)                      | Boris Jurjaševič         | Mira Furlan, Mustafa Nadarević, Peter Boštjančič | dramatic                     | |
| Moj ata, socialistični kulak (My Dad, the Socialist Kulak)       | Matjaž Klopčič           | Ivo Ban, Polde Bibič, Ivan Godnič, Urška Hlebec, Matjaž Partlič, Anton Petje, Milena Zupančič                                                                                           | tragicomedie                 | |
| Živela svoboda (Long Live Freedom)                               | Rajko Ranfl              | Boris Juh | dramatic                     | |
| 1988                                                             |                          | |                              | |
| Maja in vesoljček (Maja and the Starboy)                         | Jane Kavčič              | Dario Ajdovec, Ana Papež | pentru tineret sci-fi        | |
| Odpadnik (The Maverick)                                          | Božo Šprajc              | Ivo Ban | dramatic                     | |
| Poletje v školjki 2 (A Summer in a Sea-Shell)                    | Tugo Štiglic             | David Sluga, Kaja Štiglic | pentru tineret               | Continuare a Poletje v školjki |
| Remington                                                        | Damjan Kozole            | Mario Šelih, Lara Bohinc, Rasim Softić | dramatic                     | |
| 1989                                                             |                          | |                              | |
| Coprnica Zofka (Sophie the Witch)                                | Matija Milčinski         | voices by Ljerka Belak, Janez Bončina Benč, Janez Hočevar, Vlado Kreslin, Svetlana Makarovič, Ivanka Mežan, Alenka Vidrih, Nada Žgur                                                    | live-action puppet film      | |
| Kavarna Astoria (Cafe Astoria)                                   | Jože Pogačnik            | Janez Hočevar, Lidija Kozlovič, Branko Šturbej | dramatic                     | |
| Nekdo drug (Someone Else)                                        | Boštjan Vrhovec          | Marko Mlačnik, Barbara Lapajne, Gojmir Lešnjak | dramatic                     | |
| Veter v mreži (The Windhunter)                                   | Filip Robar Dorin        | Milan Štefe | dramatic                     | |
| 1990                                                             |                          | |                              | |
| Decembrski dež (December Rain)                                   | Božo Šprajc              | Ljerka Belak, Danilo Benedičič, Demeter Bitenc | romantic/dramatic            | |
| Do konca in naprej (To the Limit and Beyond)                     | Jure Pervanje            | Matjaž Tribušon, Janez Hočevar | crime/comedie                | |
| Ječarji (The Jailers)                                            | Marjan Ciglič            | Jože Babič, Ivo Ban, Danilo Benedičič | fantastic fiction            | |
| Umetni raj (Artificial paradise)                                 | Karpo Godina             | Jurgen Morche, Vlado Novak, Dragana Mrkić | dramatic                     | |
| 1991                                                             |                          | |                              | |
| Babica gre na jug (Grandma Goes South)                           | Vinci Vogue Anžlovar     | Majolka Šuklje, Bojan Emeršič, Nataša Matjašec | dramatic                     | Primul film artistic după independența Sloveniei |
| Operacija Cartier (Operation Cartier)                            | Miran Zupanič            | Faruk Begolli, Haris Burina, Urška Hlebec, Srečo Špik, Borut Veselko, Judita Zidar | black comedie                | |
| 1992                                                             |                          | |                              | |
|                                                                  |                          | |                              | |
| 1993                                                             |                          | |                              | |
| Kdo bo koga                                                      | Igor Šmid                | Majda Potokar, Danilo Benedičič, Maja Končar, Roman Končar, Iztok Mlakar, Jernej Šugman, Janja Majzelj, Branko Šturbej, Mirjam Korbar, Meta Vranič                                      | comedie                      | |
| Ko zaprem oči (When I Close My Eyes)                             | Franci Slak              | Petra Govc, Mario Šelih | crime/romantic/thriller      | Propunerea Sloveniei la Premiul Oscar pentru cel mai bun film străin, ediția a 66-a |
| Morana                                                           | Aleš Verbič              | | de groază/mister/thriller    | Propunerea Sloveniei la Premiul Oscar pentru cel mai bun film străin, ediția a 67-a |
| 1994                                                             |                          | |                              | |
| Halgato                                                          | Andrej Mlakar            | Jože Kramberger, Vlado Kreslin, Mirjam Korbar | dramatic                     | |
| Morana                                                           | Aleš Verbič              | |                              | |
| 1995                                                             |                          | |                              | |
| Carmen                                                           | Metod Pevec              | Nataša Barbara Gračner, Sebastijan Cavazza | dramatic                     | |
| Ekspres, ekspres (Express, Express)                              | Igor Šterk               | Gregor Baković, Barbara Cerar, Gregor Čušin, Marko Mandič, Peter Musevski, Andrej Rozman - Roza, Lojze Rozman, Tomaž Gubenšek                                                           | dramatic                     | |
| 1996                                                             |                          | |                              | |
| Felix                                                            | Božo Šprajc              | Feliks Žnidarčič, Milena Zupančič | film de război, dramatic     | Propunerea Sloveniei la Premiul Oscar pentru cel mai bun film străin, ediția a 69-a |
| 1997                                                             |                          | |                              | |
| Outsider                                                         | Andrej Košak             | Davor Janjić, Nina Ivanič | dramatic                     | Propunerea Sloveniei la Premiul Oscar pentru cel mai bun film străin, ediția a 70-a |
| 1998                                                             |                          | |                              | |
| Socializacija bika? (Socializing The Bull?)                      | Zvonko Čoh, Milan Erih   | | comedie/animație             | Primul lungmetraj de animație din Slovenia |
| 1999                                                             |                          | |                              | |
| Blues za Saro (Blues For Sarah)                                  | Boris Jurjaševič         | Bojan Emeršič, Nataša Barbara Gračner, Metka Trdin, Ljubiša Samardžić | detectivi/comedie            | |
| V leru (Idle Running)                                            | Janez Burger             | Matjaž Javšnik | comedie                      | |
| Jebiga (Fuck It)                                                 | Miha Hočevar             | | comedie                      | |
| Nepopisan list (What Now, Luka?)                                 | Jane Kavčič              | Jan Grilanc, Iva Štefančič, Tanja Ribič | pentru tineret               | |
| Porno Film                                                       | Damjan Kozole            | Matjaž Latin, Primož Petkovšek | dramatic                     | |
| V petek zvečer (Friday Night)                                    | Danijel Sraka            | Primož Rokavc, Katarina Čas, Primož Preksavec, Tina Cvek, Tadej Čapeljnik, Manja Plešnar, Jernej Kuntner                                                                                | comedie                      | |
| 2001                                                             |                          | |                              | |
| Barabe!                                                          | Miran Zupanič            | |                              | |
| Kruh in mleko (Bread and Milk)                                   | Jan Cvitkovič            | Peter Musevski, Sonja Savić, Tadej Troha | dramatic                     | Propunerea Sloveniei la Premiul Oscar pentru cel mai bun film străin, ediția a 74-a. |
| Poker                                                            | Vinci Vogue Anžlovar     | Borut Veselko, Urša Božič, Roberto Magnifico, Pavle Ravnohrib | dramatic                     | |
| Sladke sanje (Sweet Dreams)                                      | Sašo Podgoršek           | Janko Mandič | dramatic                     | Premiul FIPRESCI Festroia International Film Festival din 2002 |
| 2002                                                             |                          | |                              | |
| Amir                                                             | Miha Čelar               | Uroš Fürst, Marko Miladinovič | dramatic                     | |
| Zvenenje v glavi (Headnoise)                                     | Andrej Košak             | Jernej Šugman | dramatic                     | Propunerea Sloveniei la Premiul Oscar pentru cel mai bun film străin, ediția a 75-a |
| Ljubljana (Ljubljana)                                            | Igor Šterk               | Grega Zorc, Tjaša Železnik, Jaka Ivanc | dramatic                     | |
| Pozabljeni zaklad                                                | Tugo Štiglic             | |                              | |
| Šelestenje (Rustling Landscapes)                                 | Janez Lapajne            | Barbara Cerar, Rok Vihar, Grega Zorc, Maša Derganc, Mateja Koležnik | dramatic                     | |
| Varuh meje (Guardian of the Frontier)                            | Maja Weiss               | Iva Krajnc, Tanja Potočnik, Pia Zemljič, Jonas Žnidaršič | dramatic                     | |
| Zgodba gospoda P. F. (The Story of Mr. P. F.)                    | Karpo Godina             | | documentar                   | |
| 2003                                                             |                          | |                              | |
| Kajmak in marmelada (Cheese and Jam)                             | Branko Đurić             | Branko Đurić, Tanja Ribič, Dragan Bjelogrlić | comedie                      | |
| Na planincah                                                     | Miha Hočevar             | Filip Đurić, Saša Tabaković | comedie                      | |
| Pesnikov portret z dvojnikom                                     | Franci Slak              | Pavle Ravnohrib | costume dramatic             | |
| Pod njenim oknom (Beneath Her Window)                            | Metod Pevec              | |                              | Propunerea Sloveniei la Premiul Oscar pentru cel mai bun film străin, ediția a 77-a |
| Rezervni deli (Spare Parts)                                      | Damjan Kozole            | Aljoša Kovačič | dramatic                     | Propunerea Sloveniei la Premiul Oscar pentru cel mai bun film străin, ediția a 76-a |
| 2004                                                             |                          | |                              | |
| Delo osvobaja (Labour Equals Freedom)                            | Damjan Kozole            | Peter Musevski, Nataša Barbara Gračner | dramatic                     | |
| Dergi in Roza: V kraljestvu svizca (Alpenpolka)                  | Boris Jurjaševič         | Marko Derganc, Andrej Rozman - Roza, Bojan Emeršič, Jernej Šugman | comedie                      | |
| Ruševine (The Ruins)                                             | Janez Burger             | Nataša Matjašec, Matjaž Tribušon | dramatic                     | Propunerea Sloveniei la Premiul Oscar pentru cel mai bun film străin, ediția a 78-a |
| Tu pa tam (Here and There)                                       | Mitja Okorn              | Klemen Bučan, Miki Bubulj, Toni Cahunek, Adnan Omerović | pentru tineret/crime/comedie | |
| 2005                                                             |                          | |                              | |
| Ljubljana je ljubljena                                           | Matjaž Klopčič           | Nataša Barbara Gračner |                              | Dedicat aniversării a 100 de ani de la primul film sloven, a șaizecea aniversare a libertății și a Ljubljanei de Rudi Šeligo                                                            |
| Uglaševanje (Tuning)                                             | Igor Šterk               | Peter Musevski, Nataša Burger | dramatic                     | Grand prize la International Filmfestival Mannheim-Heidelberg |
| Odgrobadogroba (Gravehopping)                                    | Jan Cvitkovič            | Mojca Fatur |                              | Propunerea Sloveniei la Premiile Oscar pentru cel mai bun film străin, ediția a 79-a |
| 2006                                                             |                          | |                              | |
| Estrellita - Pesem za domov                                      | Metod Pevec              | Silva Čušin, Tadej Troha | dramatic                     | |
| Kratki stiki (Short Circuits)                                    | Janez Lapajne            | Tjaša Železnik, Grega Zorc, Jernej Šugman, Sebastijan Cavazza, Boris Cavazza, Mojca Funkl, Vito Taufer, Maša Derganc, Primož Ekart, Uroš Smolej, Matija Vastl, Igor Dragar, Tim Dekleva | dramatic                     | Propunerea Sloveniei la Premiile Oscar pentru cel mai bun film străin, ediția a 80-a |
| Noč (Let Me Sleep)                                               | Miha Knific              | Naida Raimova, Henrik Walgeborg, Christina Luoma | dramatic                     | |
| Tea (Teah)                                                       | Hanna Slak               | Nikolaj Burger, Pina Bitenc | fantastic fiction            | |
| 2007                                                             |                          | |                              | |
| Otroci s Petrička                                                | Miran Zupanič            | | documentary                  | |
| Petelinji zajtrk (Rooster's breakfast)                           | Marko Naberšnik          | Primož Bezjak, Vlado Novak, Pia Zemljič |                              | Propunerea Sloveniei la Premiile Oscar pentru cel mai bun film străin, ediția a 81-a |
| Instalacija ljubezni (Installation of love)                      | Maja Weiss               | Bernarda Oman, Igor Samobor, Desa Muck, Andrej Rozman - Roza |                              | |
| 2008                                                             |                          | |                              | |
| Dar Fur - Vojna za vodo (Dar Fur - film de războifor Water)      | Tomo Križnar, Maja Weiss | | documentary                  | |
| Lajf                                                             | Vito Taufer              | Tjaša Železnik | dramatic                     | |
| Morje v času mrka (The Sea at the Time of the Eclipse)           | Jure Pervanje            | Boris Cavazza | drama                        | |
| Pokrajina Št. 2 (Landscape No. 2)                                | Vinko Möderndorfer       | Marko Mandić, Janez Hočevar, Slobodan Ćustić |                              | Propunerea Sloveniei la Premiile Oscar pentru cel mai bun film străin, ediția a 82-a |
| Za vedno (Forever)                                               | Damjan Kozole            | Marjuta Slamič, Dejan Spasić | dramatic                     | |
| 2009                                                             |                          | |                              | |
| 9:06                                                             | Igor Šterk               | Igor Samobor, Silva Čušin | thriller                     | Propunerea Sloveniei la Premiile Oscar pentru cel mai bun film străin, ediția a 83-a |
| Distorzija (Distortion)                                          | Miha Hočevar             | Žan Perko, Nataša Tič Ralijan, Robert Prebil, Jure Dolamič, Jani Vrhovnik, Domen Verovšek, Anita Barišič, Katja Škofic                                                                  | pentru tineret dramatic      | |
| Osebna prtljaga (Personal Baggage)                               | Janez Lapajne            | Klemen Slakonja, Nataša Barbara Gračner, Branko Završan, Boris Cavazza, Nina Rakovec | dramatic                     | |
| Slovenka (Slovenian Girl)                                        | Damjan Kozole            | Nina Ivanišin | dramatic                     | |
| 2010                                                             |                          | |                              | |
| Circus Fantasticus (Silent Sonata)                               | Janez Burger             | Leon Lučev, Ravil Sultanov, Pauliina Räsänen | film de război               | Filmul a primit mai multe premii la al 13-lea Festival de Film Sloven de la Portorož, la al 58-lea Festival de Film de la Pula și la Festivalul Internațional de Film de la Alexandria. |
| 2010                                                             |                          | |                              | |
| Circus Fantasticus (Silent Sonata)                               | Janez Burger             | Leon Lučev, Ravil Sultanov, Pauliina Räsänen | film de războidramatic       | |
| Gremo mi po svoje (Let's go our own way)                         | Miha Hočevar             | Jurij Zrnec, Tadej Koren Šmid, Jure Kreft, Matevz Štular, Jana Zupančič, Luka Cimprič, Uroš Kavrin                                                                                      | aventuri, pentru tineret     | |
| Oča (Dad)                                                        | Vlado Škafar             | Milivoj Roš, Sandi Šalamon | dramatic                     | |
| Piran - Pirano                                                   | Goran Vojnović           | Mustafa Nadarević, Boris Cavazza, Nina Ivanišin | dramatic                     | |
| Stanje šoka (The State of Shock)                                 | Andrej Košak             | | dramatic                     | |
| 2011                                                             |                          | |                              | |
| Arheo (Archeo)                                                   | Jan Cvitkovič            | Niko Novak, Medea Novak, Tommaso Finzi | dramatic                     | |
| Izlet (A Trip)                                                   | Nejc Gazvoda             | Nina Rakovec, Jure Henigman, Luka Cimprič | dramatic                     | |
| Lahko noč, gospodična (Good Night, Missy)                        | Metod Pevec              | Polona Juh, Jernej Šugman | dramatic                     | |
| 2012                                                             |                          | |                              | |
| My Name Is Janez Janša                                           | Janez Janša              | Janez Janša, Janez Janša, Janez Janša | film de artă/documentar      | |
| 2013                                                             |                          | |                              | |
| Gremo mi po svoje 2 (Let's go our own way 2)                     | Miha Hočevar             | Jurij Zrnec, Tadej Toš, Tadej Koren Šmid, Jure Kreft, Matevz Štular, Jana Zupančič, Luka Cimprič, Sabina Kogovšek, Uroš Kavrin,                                                         | pentru tineret adventure     | |
| 2015                                                             |                          | |                              | |
| Idila                                                            | Tomaž Gorkič             | Nina Ivanisin, Sebastian Cavazza | film de groază               | |
| 2016                                                             |                          | |                              | |
| Houston, We Have a Problem!                                      | Ziga Virc                | | mockumentar                  | |
| 2018                                                             |                          | |                              | |
| Consequences (Posledice)                                         | Darko Štante             | Matej Zemljič, Timon Šturbej, Gašper Markun | dramatic                     | |